# Mogelsberg
Mogelsberg es una comuna suiza del cantón de San Galo, ubicada en el distrito de Toggenburgo. Limita al norte con las comunas de Lütisburg y Degersheim, al este con Degersheim, Schwellbrunn (AR) y Sankt Peterzell, al sur con Hemberg y Brunnadern, y al occidente Oberhelfenschwil y Ganterschwil.
- Datos: Q869624
- Multimedia: Mogelsberg / Q869624